# Антіной Фарнезе
Антіно́й Фарнезе — давньоримська мармурова статуя Антіноя з галереї, оздобленої розписом Анібале Карраччі в палаццо Фарнезе, оригінал якої виставлений в Національному археологічному музеї Неаполя. 
Скульптура була створена між 130 та 137 роками до н.е.
Ця скульптура є зразком римського імперського стилю і була створена в період відродження грецької культури, започаткованого Адріаном Місце, де була знайдена скульптура, та її походження точно невідомі. На відміну від пізніших зображень Антиноя як ідеалізованого бога, ця скульптура — як і Антиной Дельфійський, — очевидно, позбавлена подібності з прототипом, адже відтворює коханця імператора Адріана як тендітного юнака.